# Consorti dei sovrani di Savoia
Quella che segue è una lista di tutte le consorti dei sovrani che regnarono sulla Savoia, dal 1000 al 1713 (1847).
Le varie consorti sono suddivise in due gruppi:
- le Contesse di Savoia (1000–1416);
- le Duchesse di Savoia (1416–1713).

## Contesse di Savoia
| Immagine | Nome                           | Padre | Stemma | Nascita        | Matrimonio             | Inizio regno                      | Fine regno                        | Morte                   | Consorte                                  |
| -------- | ------------------------------ | --- | ------ | -------------- | ---------------------- | --------------------------------- | --------------------------------- | ----------------------- | ----------------------------------------- |
|          | Ancilla/Ancilia/Auxilia        | ... |        | ...            | ...                    | ...                               | ...                               | ...                     | Umberto I di Savoia Biancamano            |
|          | Adila/Adelaide/Adalgide        | ... |        | ...            | ...                    | ...                               | ...                               | ...                     | Amedeo I di Savoia la Coda                |
|          | Adelaide di Susa               | Olderico Manfredi II, marchese di Torino e di Susa (Arduinici)                                                |        | 1016           | 1045/1046              | 1051 ascesa del marito            | 1057 morte del marito             | 19 dicembre 1091        | Oddone di Savoia                          |
|          | Agnese di Poitiers             | Guglielmo VII, duca di Aquitania e conte di Poitiers (Ramnulfidi)                                             |        | 1052 circa     | 1064                   | 1064                              | 9 luglio 1078 morte del marito    | dopo il 18 giugno 1089  | Pietro I di Savoia                        |
|          | Giovanna di Ginevra            | Geroldo II (Casa di Ginevra)                                                                                  |        | ...            | 1065/1070              | 1065/1070                         | 26 gennaio 1080 morte del marito  | 1095                    | Amedeo II di Savoia                       |
|          | Gisella o Giselda di Borgogna  | Guglielmo I, conte di Borgogna (Anscarici)                                                                    |        | 1075           | 1090                   | 1090                              | 14 ottobre 1103 morte del marito  | maggio 1133             | Umberto II di Savoia il Rinforzato        |
|          | Adelaide                       | ... |        | ...            | 1120 circa             | 1120 circa                        | dopo luglio 1134                  | dopo luglio 1134        | Amedeo III di Savoia il Crociato          |
|          | Mahaut d'Albon                 | Ghigo III, conte d'Albon (Albon)                                                                              |        | 1112/1116      | 1135                   | 1135                              | 1145 circa                        | 1145 circa              | Amedeo III di Savoia il Crociato          |
|          | Faidiva di Tolosa              | Alfonso Giordano, conte di Tripoli, di Rouergue e di Tolosa, margravio di Provenza e duca di Narbona (Tolosa) |        | 1133 circa     | 1152                   | 1152                              | 1154                              | 1154                    | Umberto III di Savoia il Beato o il Santo |
|          | Gertrude delle Fiandre         | Teodorico, conte delle Fiandre (Alsazia)                                                                      |        | 1140 circa     | 1155                   | 1155                              | prima del 1162 divorzio           | 3 marzo dopo il 1186    | Umberto III di Savoia il Beato o il Santo |
|          | Clemenzia di Zähringen         | Corrado I di Zähringen (Zähringen)                                                                            |        | ...            | 1164                   | 1164                              | 1175                              | 1175                    | Umberto III di Savoia il Beato o il Santo |
|          | Beatrice di Mâcon              | Gerardo I, conte di Maçon e Vienne (Mâcon)                                                                    |        | 1160           | 1175                   | 1175                              | 4 marzo 1189 morte del marito     | 1230                    | Umberto III di Savoia il Beato o il Santo |
|          | Beatrice-Margherita di Ginevra | Guglielmo I, conte di Ginevra (Ginevra)                                                                       |        | 1180 circa     | 1195/1196              | 1195/1196                         | 1º marzo 1233 morte del marito    | 1252/1257               | Tommaso I di Savoia l'Amico dei Comuni    |
|          | Margherita di Borgogna         | Ugo III, duca di Borgogna (Borgogna)                                                                          |        | 1192           | prima del 1222         | 1º marzo 1233 ascesa del marito   | 1243                              | 1243                    | Amedeo IV di Savoia                       |
|          | Cecilia del Balzo              | Barral del Balzo (Del Balzo)                                                                                  |        | 1230           | 18 dicembre 1244       | 18 dicembre 1244                  | 24 giugno 1253 morte del marito   | 1275                    | Amedeo IV di Savoia                       |
|          | Beatrice Fieschi               | Teodoro Fieschi (Fieschi)                                                                                     |        | 1225           | 24 giugno 1253         | 24 giugno 1253                    | 7 febbraio 1259 morte del marito  | 1283                    | Tommaso II di Savoia                      |
|          | Agnese di Faucigny             | Aimone II, signore di Faucigny (Faucigny)                                                                     |        | ...            | dopo il 25 giugno 1236 | 7 giugno 1263 ascesa del marito   | 15 maggio 1268 morte del marito   | 11 agosto 1268          | Pietro II di Savoia il Piccolo Carlomagno |
|          | Adelaide I di Borgogna         | Ottone II, duca d'Andechs e di Merania e conte di Borgogna (Andechs)                                          |        | 1209           | 11 giugno 1267         | 15 maggio 1268 ascesa del marito  | 8 marzo 1279                      | 8 marzo 1279            | Filippo I di Savoia                       |
|          | Sibilla de Baugé               | Guido II, signore di Baugé, della Bresse e di Dauphine de Saint-Bonnet (Baugé)                                |        | 1255           | 5 luglio 1272          | 16 agosto 1285 ascesa del marito  | 28 febbraio 1294                  | 28 febbraio 1294        | Amedeo V di Savoia il Grande              |
|          | Maria del Brabante             | Giovanni I, duca del Brabante e di Limburgo (Reginar)                                                         |        | 1278/1285      | 1297                   | 1297                              | 16 ottobre 1323 morte del marito  | dopo il 2 novembre 1338 | Amedeo V di Savoia il Grande              |
|          | Bianca di Borgogna             | Roberto II, duca di Borgogna e re titolare di Tessalonica (Borgogna)                                          |        | 1288           | 18 ottobre 1307        | 16 ottobre 1323 ascesa del marito | 4 novembre 1329 morte del marito  | 27/28 luglio 1348       | Edoardo di Savoia il Liberale             |
|          | Violante Paleologa             | Teodoro I, marchese del Monferrato (Paleologi)                                                                |        | giugno 1318    | 1 maggio 1330          | 1 maggio 1330                     | 24 decembre 1342                  | 24 decembre 1342        | Aimone di Savoia il Pacifico              |
|          | Bona di Borbone                | Pietro I, duca di Borbone (Borbone)                                                                           |        | 1341           | settembre 1355         | settembre 1355                    | 1º marzo 1383 morte del marito    | 19 gennaio 1402         | Amedeo VI di Savoia il Conte Verde        |
|          | Bona di Berry                  | Giovanni, duca di Berry e di Alvernia, conte di Poitiers, di Montpensier e di Étampes (Valois)                |        | 1362/65        | 18 gennaio 1377        | 1º marzo 1383 ascesa del marito   | 1º novembre 1391 morte del marito | 30 dicembre 1435        | Amedeo VII di Savoia il Conte Rosso       |
|          | Maria di Borgogna              | Filippo II, duca di Borgogna (Valois-Borgogna)                                                                |        | settembre 1386 | maggio 1401            | maggio 1401                       | 1416 diventa duchessa di Savoia   | 2 ottobre 1422          | Amedeo VIII di Savoia il Pacifico         |

## Duchesse di Savoia
| Immagine | Nome                                      | Padre                                                                   | Stemma | Nascita           | Matrimonio        | Inizio regno                        | Fine regno                               | Morte             | Consorte                                        |
| -------- | ----------------------------------------- | ----------------------------------------------------------------------- | ------ | ----------------- | ----------------- | ----------------------------------- | ---------------------------------------- | ----------------- | ----------------------------------------------- |
|          | Maria di Borgogna                         | Filippo II, duca di Borgogna (Valois-Borgogna)                          |        | settembre 1386    | maggio 1401       | 1416 già contessa, diventa duchessa | 2 ottobre 1422                           | 2 ottobre 1422    | Amedeo VIII di Savoia il Pacifico               |
|          | Anna di Cipro                             | Giano, re di Cipro e re titolare di Gerusalemme e d'Armenia (Lusignano) |        | 24 settembre 1418 | 12 febbraio 1434  | 7 novembre 1434 ascesa del marito   | 11 novembre 1462                         | 11 novembre 1462  | Ludovico di Savoia il Generoso                  |
|          | Iolanda di Valois                         | Carlo VII, re di Francia (Valois)                                       |        | 23 settembre 1434 | 1452              | 29 gennaio 1465 ascesa del marito   | 30 marzo 1472 morte del marito           | 23 agosto 1478    | Amedeo IX di Savoia il Beato                    |
|          | Bianca Maria Sforza                       | Galeazzo Maria Sforza, duca di Milano (Sforza)                          |        | 5 aprile 1472     | gennaio 1474      | gennaio 1474                        | 22 settembre 1482 morte del marito       | 31 dicembre 1510  | Filiberto I di Savoia il Cacciatore             |
|          | Bianca del Monferrato                     | Guglielmo VIII, marchese del Monferrato (Paleologi)                     |        | 1472              | 1 aprile 1485     | 1 aprile 1485                       | 13 marzo 1490 morte del marito           | 30 marzo 1519     | Carlo I di Savoia il Guerriero                  |
|          | Claudina di Brosse                        | Giovanni II di Brosse, conte di Penthièvre (Brosse)                     |        | 1450              | 11 novembre 1485  | 16 aprile 1496 ascesa del marito    | 7 novembre 1497 morte del marito         | 13 ottobre 1513   | Filippo II di Savoia Senza Terra                |
|          | Iolanda di Savoia                         | Carlo I, duca di Savoia e marchese di Saluzzo (Savoia)                  |        | 11 luglio 1487    | 1496              | 7 novembre 1497 ascesa del marito   | 12 settembre 1499                        | 12 settembre 1499 | Filiberto II di Savoia il Bello                 |
|          | Margherita d'Asburgo                      | Massimiliano I d'Asburgo, imperatore del Sacro Romano Impero (Asburgo)  |        | 10 gennaio 1480   | 2 dicembre 1501   | 2 dicembre 1501                     | 10 settembre 1504 morte del marito       | 1 dicembre 1530   | Filiberto II di Savoia il Bello                 |
|          | Beatrice del Portogallo                   | Manuele I, re del Portogallo (Aviz)                                     |        | 31 dicembre 1504  | 29 settembre 1521 | 29 settembre 1521                   | 8 gennaio 1538                           | 8 gennaio 1538    | Carlo II di Savoia il Buono                     |
|          | Margherita di Valois                      | Francesco I, re di Francia (Valois)                                     |        | 5 giugno 1523     | 10 luglio 1559    | 10 luglio 1559                      | 15 settembre 1574                        | 15 settembre 1574 | Emanuele Filiberto di Savoia Testa 'd Fer       |
|          | Caterina Michela di Spagna                | Filippo II, re di Spagna (Asburgo)                                      |        | 10 ottobre 1567   | 11 marzo 1585     | 11 marzo 1585                       | 6 novembre 1597                          | 6 novembre 1597   | Carlo Emanuele I di Savoia il Grande            |
|          | Cristina Maria di Francia                 | Enrico IV&III, re di Francia e di Navarra (Borbone)                     |        | 10 febbraio 1606  | 10 febbraio 1619  | 26 luglio 1630 ascesa del marito    | 7 ottobre 1637 morte del marito          | 27 dicembre 1663  | Vittorio Amedeo I di Savoia                     |
|          | Francesca Maddalena d'Orléans             | Gastone d'Orléans (Borbone-Orléans)                                     |        | 13 ottobre 1648   | 4 marzo 1663      | 4 marzo 1663                        | 14 gennaio 1664                          | 14 gennaio 1664   | Carlo Emanuele II di Savoia                     |
|          | Maria Giovanna Battista di Savoia-Nemours | Carlo Amedeo, duca di Nemours (Savoia-Nemours)                          |        | 11 aprile 1644    | 10 maggio 1665    | 10 maggio 1665                      | 12 giugno 1675 morte del marito          | 15 marzo 1724     | Carlo Emanuele II di Savoia                     |
|          | Anna Maria di Borbone-Orléans             | Filippo I di Borbone-Orléans (Borbone-Orléans)                          |        | 27 agosto 1669    | 10 aprile 1684    | 10 aprile 1684                      | 11 aprile 1713 diventa regina di Sicilia | 26 agosto 1728    | Vittorio Amedeo II di Savoia la Volpe Savoiarda |

### Titolo di cortesia
| Immagine | Nome                            | Padre                                              | Stemma | Nascita          | Matrimonio     | Regno          | Fine regno                                              | Morte             | Consorte                   |
| -------- | ------------------------------- | -------------------------------------------------- | ------ | ---------------- | -------------- | -------------- | ------------------------------------------------------- | ----------------- | -------------------------- |
|          | Maria Antonietta di Spagna      | Filippo V di Spagna (Borbone-Spagna)               |        | 17 novembre 1729 | 31 maggio 1750 | 31 maggio 1750 | 20 febbraio 1773 ascesa del marito al trono di Sardegna | 19 settembre 1785 | Principe Vittorio Amedeo   |
|          | Maria Adelaide d'Asburgo-Lorena | Ranieri Giuseppe d'Asburgo-Lorena (Asburgo-Lorena) |        | 3 giugno 1822    | 12 aprile 1842 | 12 aprile 1842 | 23 marzo 1849 ascesa del marito al trono di Sardegna    | 20 gennaio 1855   | Principe Vittorio Emanuele |